# Aleksej Navalnyj – de sista dagarna i frihet
Aleksej Navalnyj – de sista dagarna i frihet, är en dokumentärfilm från 2022, regisserad av Daniel Roher.
Filmen följer den ryske dissidenten Aleksej Navalnyj och hans familj under en tumultartad period när han förgiftas med nervgift och under det långa tillfrisknandet i Tyskland. När han återvänder till Moskva blir han omedelbart gripen igen.
Filmen belönades med en Oscar för bästa dokumentär vid Oscarsgalan 2023.